# Omlásalja
Omlásalja (románul: Măluț) falu Romániában, Erdélyben, Beszterce-Naszód megyében.

## Fekvése
Bethlentől nyugatra, a Nagy-Szamos bal partján fekvő település.

## Nevének eredete
Nevét a község végén levő palarétegü hegyszoros vagy omlásról vette. A román nyelvben a palát "Mal"-nak mondják, innen származott Malucz neve. Banatelke nevét pedig az 1269-ben Décse körül birtokos Szerecseny fiától Banától, bizonyosan szolnoki várjobbágytól nyerte (Kádár).

## Története
Omlásalja nevét 1269-ben említette először oklevél Chakadat hely néven, mint Décse határában levő helyet, majd 1334-ben Banathelek, Banateluk néven említették.
1334-ben már a mai Bethlenek őseinek Apa fiainak Miklósnak, Gergelynek és Jakabnak birtokai közt szerepelt. Ekkortájt azonban azt Tamás erdélyi vajda a csicsói királyi várhoz csatolta és csak 1362-ben Lajos király adományából került vissza hozzájuk. 1414-ben volt először Omlásalja néven megnevezve, birtokosai ekkor Bethleni Gergely fia János és az ő fia Miklós, Gergely és Antal voltak.
1493-ban egyik birtokosa Bethleni Bernát volt, aki Omlasallya birtokbeli részét eladta testvérének: Miklósnak. 1544-ben Bethleni Farkas Árpástó és Omlasalia birtokbeli részének felét, gyermekkorától fogva tett hűséges katonai szolgálatai jutalmaként, örökösen Pesti Bornemisza Ferencnek vallotta be(4844).
További névváltozatai: 1585-ben Szakadás alatt (Kádár V. 279), 1733-ban Malucz alias Omlasallya, 1750-ben Omlásallya, Malner, 1760–1762 között Omlás seu Malutz, 1808-ban Omlásallya, Malucz,  1861-ben Omlás-Alja, Malucz, 1913-ban Omlásalja.
A trianoni békeszerződés előtt Szolnok-Doboka vármegye Bethleni járásához tartozott.